# 海老名市立海老名小学校
海老名市立海老名小学校（えびなしりつ えびなしょうがっこう）は、神奈川県海老名市国分南三丁目にある市立小学校。

## 沿革
出典
- 1909年11月1日: 開校
- 1910年12月15日: 校舎新築
- 1918年11月1日: 開校10周年
- 1923年9月1日: 関東大震災にて、本校三教室、河原口分校（現：海老名市立有鹿小学校）倒壊
- 1925年11月10日: 今泉仮教場廃止、河原口分校5教室、本校12教室及び講堂新築
- 1941年4月1日: 海老名町立国民学校と改称
- 1945年: 横須賀市浦郷国民学校（現：横須賀市立浦郷小学校）の3年生以上の児童370人の疎開受け入れ
- 1947年4月1日: 海老名町立海老名小学校と改称
- 1948年11月1日開校40周年記念式典、PTA発足
- 1965年: 鉄筋校舎完成
- 1967年3月23日: 校歌制定、鼓笛隊創設
- 1971年: 海老名市市制施行により海老名市立海老名小学校となる
- 1973年5月1日: 給食開始
- 1979年3月29日: 新校舎工事完了
- 1980年1月: 体育館・屋上プール新築工事完了
- 1999年: 開校90周年記念式典
- 2009年7月19日: 開校100周年記念コンサート、職員室拡張工事
- 2009年10月31日: 開校100周年記念式典、記念誌・タイムカプセル等制作

## 学校教育目標
出典
生命を尊び、創造と協力の喜びを知り、心身ともに健康で調和のとれた児童に育てる

## 学区
出典
- 海老名市
  - 大谷65〜69
  - 勝瀬1～10・83～197・200～235
  - 河原口1356～1360・1364～1387・1510～1605
  - 国分北1丁目1番
  - 国分南1丁目、3丁目〜4丁目
  - 国分南2丁目1番～15番・17番～51番
  - 国分寺台1丁目2番1号～3号・24号～26号・3番1号・23号・25号～27号
  - 中央
  - 望地1丁目〜2丁目

## 進学中学校
出典
- 海老名市
  - 海老名市立海老名中学校

## 交通
出典
- 小田急電鉄小田原線、相模鉄道本線海老名駅下車 徒歩10分
- JR東日本相模線海老名駅下車 徒歩15分

## 周辺施設
- 海老名駅
- ビナウォーク
- 相模国分寺跡
- 大ケヤキ